# オドリコ
ポルデノーネのオドリコ（俗名 オドリコ マッティウシ 或いは マッティウジ; 1286年 – 1331年1月14日）は、後期中世イタリアの旅行家・修道士。彼の中国訪問に関する報告書簡はジョン・マンデヴィルの旅行記の重要資料となった。マンデヴィルの旅行記に掲載されている多くの驚異の事物はオドリコの目撃談を捻じ曲げて利用したものだと考えられている。

## 生涯
（現在はイタリアのフリウーリ地方のポルデノーネの町に所属している）Villanova村で1286年に生まれた。彼の先祖はマッティウシというチェコ人だった。伝記史家によれば、彼は若い頃、フリウーリの州都であるウーディネでフランシスコ修道会に入会した。

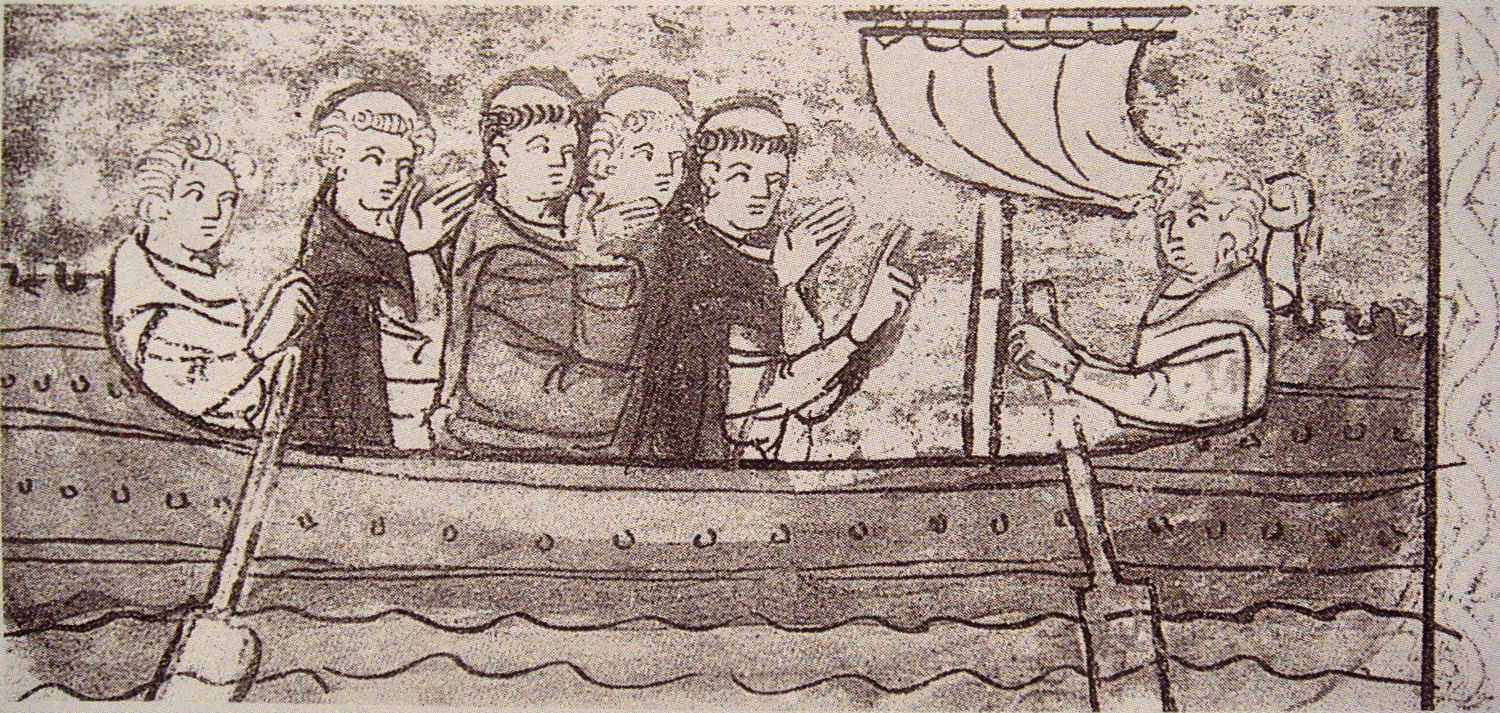
ポルデノーネのオドリコの旅立ち

1296年にオドリコはバルカン半島、次いで南ロシアのモンゴルへ赴く任務を受けた
修道士オドリコは1318年4月に東方へと派遣された。パドヴァから出発し、ヴェネチア経由でコンスタンティノープルへ向かい、黒海を渡ってトラブゾンに達した。そこからアルメニア・メディア・ペルシアへ向かった。これらの場所は全てフランシスコ修道会が布教拠点を建てていた。スルターニヤからカーシャーンとヤズド、ペルセポリス、シーラーズ、バグダッドなどの地域を経てペルシア湾に達した。アイルランド人の同僚である修道士ジェイムズと一緒にホルムズからインドへ渡り、ボンベイ近郊のターネーに上陸した。
この町には四人のフランシスコ修道会士がおり、彼らのうち三人はイタリア人で、もう一人はグルジア人だった。彼らは少し前にムスリムの知事の手で殉教させられていた。殉教した修道士の骨をカタルーニャの修道士ヨルダヌスとドミニコ修道会の修道士（インドのクイロン主教管区の最初の主教）が集めてSuperaに運び、そこに埋めた（Superaは古代の地誌に登場するSupparaであり、ボンペイ北方26マイルにある現在のヴァサイ）。オドリコは、四人が葬られている墓地に来て遺骨を掘り出して、旅行に携えてゆくことにした。この後、フランドリナ、シンギリン（現クランガノル）、クイロン、セイロン島を通り、北部ケーララのマラバールに達した。マラバールにはトマスの遺骸のある教会があった。
彼はインドからジャンク船に乗りスマトラ島、ジャワ島に達した。ジャワ島に関する記述では、ジャワの王はカタイの汗と何度も交戦して撃退した、との記載がある（フビライのジャワ遠征を示していると思われる）。ボルネオ島付近を北上しザンパ（チャンパー）を経て南下、ニコバル諸島、シラン島（セイロン島に比定される）、ドンディン島（アンダマン諸島に比定される）を経てチェンスカラン（広東）に到着した。広東からザイトン（泉州）、フゾ（福州）、カンサイ（杭州）、チレンフ（南京）、イアムザイ（揚州）、レンズィン（臨城）、スンズマトゥ（済寧）、カンバリク（北京）に到着した。ザイトンにはフランシスコ修道会の修道院が2つあり、オドリコは、そこにインドから携えていた殉教者の遺骨を埋葬した。
オドリコは1324から1327年まで約3年間滞在し、モンテコルヴィーノに建設された教会の一つに関係していたと思われる（モンテコルヴィーノは1328年に死去した）。3年間の滞在後、北京を発って帰国の途につき、西方へ向かい、50日後にプレスター・ジョンの地へ到着、その後トザン、カンサン、チベット、ラサ、ミレストルテなどを通過し、1329年末か1330年初頭にヴェネツィアに到着した。
彼の北京滞在は1324-27年と推定されているが、それは、帰国後彼の旅を口述を筆記したソラーニヤのグリエルモ修道士が、1330年5月に採録したと筆記していることで帰国が1329年末から1330年初頭と考えられること、インド西部滞在が1321年か22年頃までであると考えられることから、中国滞在は1323年初頭から1328年末までの間の3年間だと推定されている。1330年5月にパヴィアの聖アントニウス教会にて旅行記録がラテン語で筆記された。帰国後オドリコは、アヴィニョンの教皇を訪問しようとしたが、ピサで病気となり故郷にある中心市ウーディネへ戻り、1331年1月14日そこで死去した。
長旅の間、アイルランドの修道士ジェイムズを伴っていたと考えられ、ジェイムズ修道士は、その名がオドリコ死去直後のウーディネの公記録に見えており、 Socio beau Fratris Odorici, amore Dei et Odorici（修道士オドリコの恵まれた仲間、神とオドリコの愛する者）との記載がある。

## 旅の背景と目的

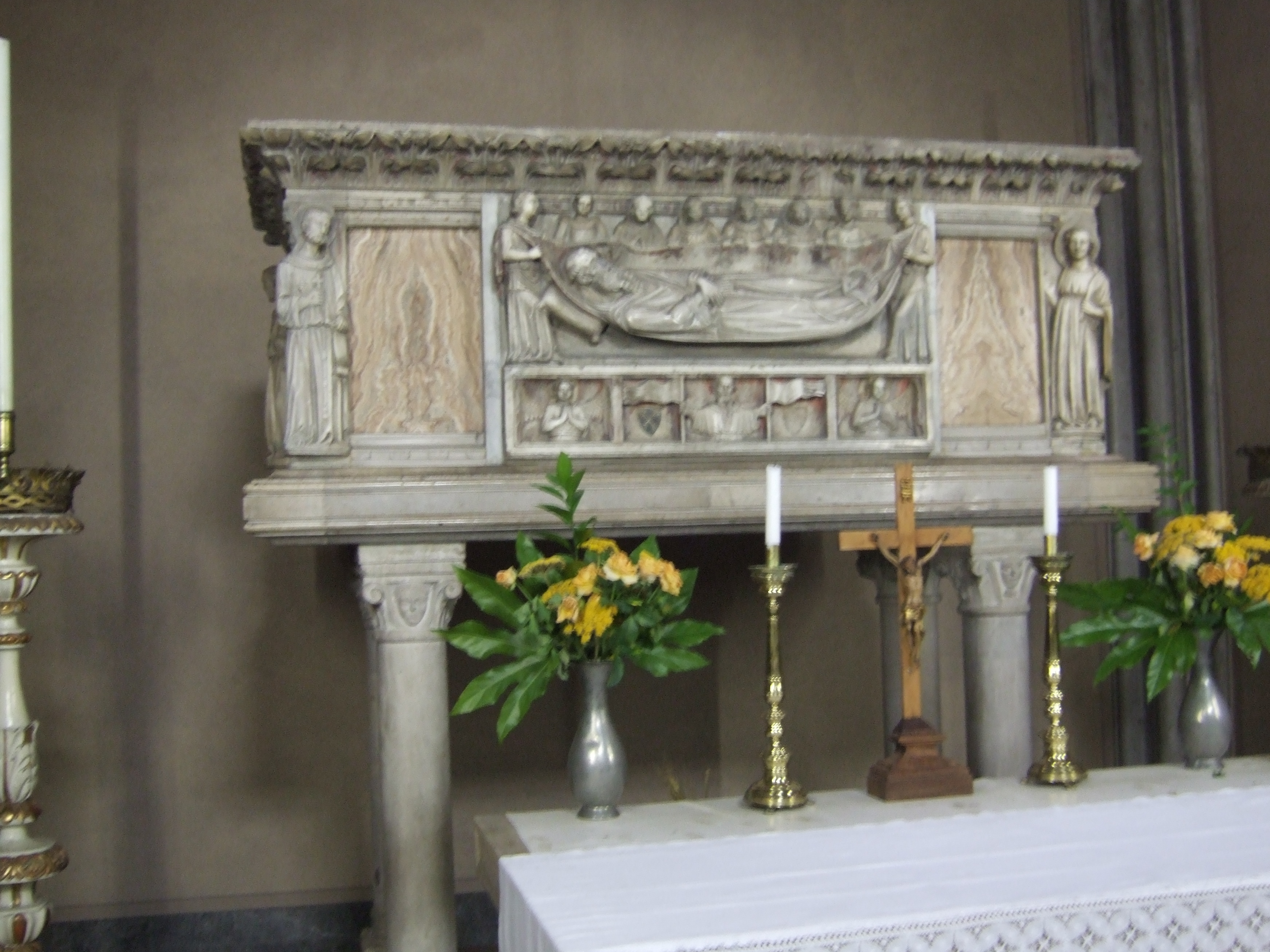
ウディーネにあるオドリコの墓

オドリコの旅は、外交使節として一般的なもので、更に宗教的な目的を併せ持っていた。13世紀前半にモンゴル人がヨーロッパに侵入し、1237年から翌年にかけてロシアの殆どを略奪し、1241年にはポーランドを荒廃させ、突然退却していった。教皇インノケンティウス4世は1245年にモンゴルの大汗への最初の使節を派遣した。この時の使節がフランシスコ修道会のプラノ・カルピニだった。このような教皇の外交政策は14世紀にも引き継がれ、ニコロ、マフェオ、マルコ・ポーロらの1260年から1271年の2度の旅や、1294年のモンテコルヴィーノの教皇ニコラオス4世の派遣へと展開していった。

## 評価
遠大な彼の旅の名声は、同じフランシスコ修道会の人々よりも、彼の同郷の人々に大きな印象を与えた。彼の死去後、修道会は特別な儀式を催すこともなく埋葬した。しかし、彼の驚嘆すべき旅行や死後の奇跡の噂が広まり、熱狂がフリウーリやカルニオーラ中に野火の如く広まったため、ガスタルド（ロンバルディアの官職）や市の主席行政官が乗り出して公的葬儀を行なうよう指示した。葬儀は再三延期され、最終的にはアクイレイアの総大司教とその地方の高官達の前で行なわれた。人々の歓呼が彼を偶像視させ、地方政府は彼の体の為に立派な寺院を建設し、14世紀の中頃には、聖者かつ旅行家としての名声は遠く広まった。とはいえ、教皇が彼を列福したのは4世紀後の1755年のことだった。オドリコの半身像が1881年に出身地のポルデノーネに作られた。
オドリコの旅行記は、ラテン語だけではなく、フランス語、イタリア語版など多くの写本が作られ現在まで多数の写本が残っている。14世紀中から速く広まり人気を得た。内容に不正確なところがあるからとして価値を認めない人々もいるが、オドリコの功績はジョン・マンデヴィルのような奔放さにあるのではない（そもそもマンデヴィルの作品は他の資料や彼自身の非凡な発想や付加があるとしても、インドと中国の記載はオドリコの記載から盗作したものである）。
彼の旅行家としての非凡さはその旅程に見ることができる。彼はスマトラ島の正確な名前に言及した最初のヨーロッパ人であり（マルコ・ポーロはSamara/Samarachaと表記している）、マルコ・ポーロが記載していない中国の纏足にも言及している。

## 列福
多くの奇蹟が彼の墓で見られたということに動かされ、教皇ベネディクトゥス14世は1755年にオドリコを列福した。1881年にはポルデノーネ市は追悼を行なった。

## 写本と校訂本
73のラテン語・フランス語・イタリア語の写本が伝存している。もっとも重要なものはフランス国立図書館にある1350年の写本である（Paris (Manuscripts lat. 2584, fols. 118 r. to 127 v..）。最初の印刷本はペーザロで1513年に印刷されたもので、アポストロ・ゼノ (1668–1750) はlingua inculta e rozza（素朴なる言葉）と呼んだ。
イタリア人の地誌学者ジョバンニ・バティスタ・ラムージオはオドリコの旅行記を含む最初の書籍である二巻本の第二版を1574年に出版した（イタリア語)。この本には2つの異なった写本に基づく旅行記が収録されており、序文も解説も無い(1583年版も参照, vol. ii. fols. 245 r256 r.)。他の (ラテン語)版は en:Acta Sanctorum（17世紀イタリアの百科全書 (en:Bollandist（17世紀の学者グループ) に掲載されている。列福にあたって教皇庁で行なわれた議論は ex typographia rev. camerae apostolicae (Rome, 1755)として残されている。 ミュンヘンのFriedrich Kunstmann は書簡をオドリコの旅行記に捧げている(Histor.-polit. Blätter von Phillips und Görres, vol. xxxvii. pp. 507–537)。
主なオドリコの旅行記:
- フォルカー・ライヒェルト: Die Reise des seligen Odorich von Pordenone nach Indien und China. (1314/18–1330). Manutius-Verlag, Heidelberg 1987, ISBN 3-925678-04-2. (『オドリコ・ダ・ポルデノーネのインド・中国への旅行記』)
- en:Giuseppe Venni, Elogio storico alle gesta del Beato Odorico (Venice, 1761)
- en:ヘンリー・ユール in Cathay and the Way Thither, vol. i. pp. 1–162, vol. ii. appendix, pp. 1–42 (London, 1866), Hakluyt Society
- en:アンリ・コルディエ, Les Voyages ... du frère Odoric ... (Paris, 1891) (edition of 古フランス語 version of c. 1350).
- en:Teofilo Domenichelli, Sopra la vita e i viaggi del Beato Odorico da Pordenone dell'ordine de'minori (Prato, 1881)
- text embedded in the Storia universale delle Missione Francescane, by en:Marcellino da Civezza, iii. 739-781
- text embedded in en:Richard Hakluyt's Principal Navigations (1599), ii. 39-67.
- en:John of Viktring (en:Johannes Victoriensis) in Fontes rerum Germanicarum, ed. JF Böhmer
- vol. i.[要説明] ed. by en:J. G. Cotta (Stuttgart, 1843), p. 391
- en:Luke Wadding, Annales Minorum, A.D. 1331, vol. vii. pp. 123–126
- en:Bartholomew Rinonico, Opus conformitatum ... B. Francisci ..., bk. i. par. ii. conf. 8 (fol. 124 of Milan, edition of 1513)
- en:John of Winterthur in en:Eccard, Corpus historicum medii aevi, vol. i. cols. 1894-1897, especially 1894
- CR Beazley, Dawn of Modern Geography, iii. 250-287, 548-549, 554, 565-566, 612-613.